# Феджецелу
Феджецелу (рум. Făgețelu) — село у повіті Олт в Румунії. Входить до складу комуни Феджецелу.
Село розташоване на відстані 129 км на захід від Бухареста, 41 км на північ від Слатіни, 76 км на північний схід від Крайови, 128 км на південний захід від Брашова.

## Населення
За даними перепису населення 2002 року у селі проживали 574 особи, усі — румуни. Усі жителі села рідною мовою назвали румунську.